# Valentino Giaretta
Valentino Giaretta (Vicenza, 16 giugno 1893 – Monte Pasubio, 10 settembre 1916) è stato un calciatore italiano, di ruolo centrocampista.

## Calciatore
Militò per due stagioni consecutive nel Vicenza, con cui giocò 4 partite in massima serie.

## Militare
Studente presso l'università degli studi di Padova, allo scoppio della prima guerra mondiale fu incorporato come sottotenente nel Battaglione alpini "Monte Berico"; morì sul Dente Austriaco del Monte Pasubio mentre contrattaccava le linee austriache. Alla sua memoria venne conferita una medaglia d'argento al valor militare e la città di Vicenza gli dedicò una strada.